# Zdzisław Tadeusz Łączkowski
Zdzisław Tadeusz Łączkowski (ur. 27 października 1927 w Zawierciu, zm. 30 marca 2019 w Jaroszowcu) – polski poeta, prozaik, krytyk literacki, eseista, publicysta i dziennikarz.

## Życiorys

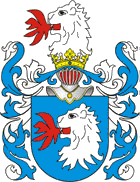
Zadora – herb szlachecki Łączkowskich

Studiował w Państwowej Wyższej Szkole Aktorskiej w Krakowie oraz prawo na Uniwersytecie Jagiellońskim. W latach 1949–1952 studiował polonistykę na Katolickim Uniwersytecie Lubelskim. Na studiach m.in. wraz z Anką Kowalską, Jerzym Krzysztoniem, Anną Markową i B. Eysymonttem należał do Sekcji Twórczości Własnej przy Kole Polonistów KUL. Pierwsze wiersze napisał w 1948 r. Debiutował w „Tygodniku Literackim” (Lublin) w 1950 r., ale sam Łączkowski uważa, że właściwym debiutem był druk wierszy w 1952 r. w tygodniku „Dziś i Jutro”.
Od 1952 mieszkał w Warszawie. W latach 1952–1993 był redaktorem w „Słowie Powszechnym”, gdzie w latach 1954-1970 pełnił funkcję zastępcy kierownika, a w latach 1970-1992 kierownika działu kulturalnego. W latach 1993–1994 był kierownikiem działu kultury „Słowa-Dziennika Katolickiego”. Od 1954 członek Stowarzyszenia „PAX”, w latach 1957-1992 członek Związku Literatów Polskich, członek Klubu Literatów „Krąg”, w latach 1957-1982 członek Stowarzyszenia Dziennikarzy Polskich, od 1965 członek ZAiKS, od 1970 członek Stowarzyszenia Kultury Europejskiej – SEC, od 1984 czł. Stowarzyszenia Dziennikarzy PRL, od 1992 sekretarz Oddziału Warszawskiego Katolickiego Stowarzyszenia Dziennikarzy, od 1992 prezes Warszawskiego Klubu C.K. Norwida.
Był członkiem Stowarzyszenia Pisarzy Polskich.
Od 1975 uczestniczył w warszawskich Tygodniach Kultury Chrześcijańskiej, aktywny uczestnik spotkań Duszpasterstwa Środowisk Twórczych. Członek Rady Duszpasterskiej Archidiecezji Warszawskiej. Korespondent Powszechnego Soboru Watykańskiego II.
Autor ok. 8 tysięcy artykułów, z których znaczną część poświęcił życiu kulturalnemu i literackiemu kraju. Publikował w „Dziś i Jutro” (1952–1955), „Słowie Powszechnym”” (1951–1993), „Kierunkach” (1956–1967, 1977–1979, 1982–1989), „Życiu Katolickim” (1957–1961), „Życiu i Myśli” (1958–1973), „Poezji” (1976-1988). Drukował także w „Tygodniku Powszechnym”, „Katoliku”, „Za i Przeciw”, „Rycerzu Niepokalanej”, „Hejnale Mariackim”, „Jasnej Górze”. Ostatnio publikował w „Przeglądzie Artystyczno-Literackim”, „Borussii”, „Śląsku”. Od 1978, jako autor felietonów literackich, współpracował z Polskim Radiem oraz Radiem dla Ciebie.
Zawsze silnie związany z regionem. Prowadził działalność pedagogiczną wśród młodych twórców i twórców nieprofesjonalnych (m.in. wśród lekarzy i nauczycieli). Opiekun klubów literackich na terenie Polski, od kilku lat opiekun merytoryczny Staszowskiej Grupy Literackiej „Nad Czarną”. Współpracował z wieloma ośrodkami kultury i bibliotekami, m.in. w Łomiankach, Białej Podlaskiej, Karczewie, Ciechanowie, Siedlcach, Chrzanowie, Lęborku, Sosnowcu. Od 1983 członek Klubu Literackiego Staromiejskiego Domu Kultury w Warszawie. Był członkiem Kolegiów Redakcyjnych kilku pism regionalnych, m.in. „Gońca Staszowskiego” i „Gońca Świętokrzyskiego” oraz jurorem regionalnych konkursów literackich m.in. w Karczewie, Siedlcach, Ciechanowie, Białej Podlaskiej, Skarżysku-Kamiennej, Chrzanowie, Łomiankach, Zagnańsku, Staszowie. Autor licznych słów wstępnych i posłowi do książek pisarzy. Blisko współpracował kiedyś m.in. ze Staszowskim Towarzystwem Kulturalnym, a następnie ze Świętokrzyskim Towarzystwem Kulturalnym , gdzie prowadził wspólnie z dr Maciejem Zarębskim Salon Literacki „Pod Bartkiem”. Jego wiersze umieszczone zostały w ponad osiemdziesięciu antologiach polskich i zagranicznych. Tłumaczone były również na kilka języków europejskich. Jego książki znalazły się w zbiorach Library of Congress (Washington, USA). Współpracował z wszystkimi programami Polskiego Radia.
Był laureatem prestiżowych nagród literackich, m.in. nagrody im. Włodzimierza Pietrzaka (1958 i 1979), nagrody pisma literackiego „Kierunki” (1987) oraz włoskiej nagrody im. Giorgio la Piry (Florencja 1989). Wielokrotnie odznaczony za działalność regionalną, społeczną i dziennikarską. Otrzymał Złoty Krzyż Zasługi (1977), Medal 40-lecia Polski Ludowej, Odznakę oraz Dyplom Honorowy „Za zasługi dla dziennikarstwa” (1985), Złotą Odznakę „Zasłużony Działacz Kultury” (1987), Krzyż Kawalerski Orderu Odrodzenia Polski (1987), Krzyż Oficerski Orderu Odrodzenia Polski (2000). W 2006 otrzymał Nagrodę Jubileuszową Ministerstwa Kultury.
Był wielokrotnym stypendystą Ministerstwa Kultury i ZAiKS-u. Członek Stowarzyszenia Dziennikarzy Katolickich, Stowarzyszenia Kultury Europejskiej (SEC), członek Zarządu Stowarzyszenia Akademia Europaea Sarbieviana, ZAiKS oraz Stowarzyszenia Dziennikarz Polskich.
Krytyka określa go jako tego, który w swojej twórczości, zarówno poetyckiej, jak i prozatorskiej, wprowadził oryginalne i nowatorskie koncepcje artystyczne, będące często dla innych źródłem inspiracji literackich.
O Zdzisławie Tadeuszu Łączkowskim w wydaniach książkowych m.in. pisali: dr Elżbieta Cichla-Czarniawska, dr Dariusz Tomasz Lebioda, prof. Marian Kisiel, Zofia Korzeńska, prof. Stefania Skwarczyńska, prof. Irena Sławińska, Józef Szczypka, prof. Maria Szyszkowska.
Był autorem około 40 książek.

## Twórczość

### Autor
- Słoneczniki gorejące (1957)
- Ciemność z bursztynu (1959)
- Monogram z wiewiórką (1963)
- Piękna Rahab (1963)
- Kartofliska (1966)
- Gad (1970)
- Żałoba z Antygoną (1973)
- Nadzy pod winogradem (1975)
- Wszystkie stoły sprawiedliwości (1979)
- Syn ziemi swojej (1980)
- Tobie przystoi pieśń... (1982 i 1986)
- Snu otwieranie (1989)
- Tańczący rycerze (1990)
- Zaklęty jeleń (1992)
- Anegdariusz (1996)
- Gwiazdobranie (1996)
- Noc z guślarzem (1996)
- Noc z guślarzem – Radiowa Książka Poetycka (Radio Zachód, Zielona Góra 1996)
- Wolność nie zniewolona (1997)
- Anegdariusz drugi (1998)
- Schizofrenia (1999)
- Trzy poematy (2000)
- Piaskiem naprędce wpisane. Dziennik z lat 1960-1964 (2001)
- Dysputa (2002)
- Tak, tak; Nie, nie. Dziennik 1969-1971 (2003)
- Inność (2004)
- Dysputa (2004)
- Poeci Pańskiej Winnicy. Słownik osób duchownych piszących wiersze (2004)
- Wiktoria (2005)
- Czekanie na kometę. Dziennik z lat 1972-1974 (2006)
- Czy wszystko już powiedziałem. Poematy naiwne (2007)
- Jak drzewo w ptakach. Dziennik z lat 1975-1980 (2009)
- Ku Wzgórzom Planet. Poematy (Wydawca: Staromiejski Dom Kultury 2010)
- Tryptyk liryczny (2012)[5]
- Fascynacje. O twórczości Zdzisława Tadeusza Łączkowskiego (2013)

### Współautor
- 40 lat ze Słowem (1987)
- Z dyplomem KUL w Polskę (1994)
- Wstępujący na wzgórze. Wspomnienia o ks. Januszu St. Pasierbie (1995)
- Zdarzyć się mogło. Zdarzyć się miało. Z Wisławą Szymborską spotkanie w wierszu (1996)
- W trosce o kulturę (1996)
- Nad Czarną. Staszowski Almanach Literacki (1997)
- Targi Wydawnictw Regionalnych (2000)
- Radzymiński Rocznik Humanistyczny (2002)
- Almanach Staszowski (2002)
- Znaki i znamiona polskości. Narodowy i kulturalny wymiar kultury (2002)
- Ludzie, pasje, ślady (2003)
- Zygmunt Wójcik in memoriam (2003)
- Unia-Polska-Integracja (2003)
- Świętokrzyski Kwartalnik Literacki (2007)
- Regionalizm. Patriotyzm. Europejskość (2007)
- Pasje i czyny Macieja Zarębskiego w opinii Przyjaciół i współpracowników w 65 rocznicę urodzin (2008)
- Otarłem się o życie, otarłem się o słowa. W czterdziestolecie pracy pisarskiej Stanisława Rogali (2008)
- Z księgi Ezechiela (2009)
- Wojciech Żukrowski we wspomnieniach Córki i Przyjaciół (2009)
- Zostanie po mnie... Jarosław Iwaszkiewicz (2009)
- Kultura w latach 80. XX wieku. Doświadczenia warszawskie (2011).
- Filozofia Marii Szyszkowskiej Księga dedykowana pod redakcją Anny Krynieckiej (2012).
- 25 lat Środowisk Twórczych Księga Jubileuszowa.

### Inscenizacje
- Wyśpiewać Tęsknotę Człowieka (Teatr Stara Prochownia, 1984. Także w świątyniach w całym kraju oraz w różnych domach Kultury.Wykonanie: Jerzy Fornal. Również w języku esperanto)
- Litania do Najświętszej Panny (Katedra w Gdańsku, Katedra Św. Jana w Warszawie 1985, Watykan 1987. Muzyka prof. Czesław Grudziński)
- Conservatorium (Teatr Żydowski, Warszawa 1989, Kampania Teatru Muzykalnego „W Drodze”, Wrocław 1989. Opracowanie: Lech Terpiłowski. W roli głównej Olaf Lubaszenko)
- Tańczący rycerze Udział wzięli: Alina Więckiewicz. Jan Plewko, Mikołaj Müler. Realizacja akustyczna i oprawa muzyczna Tomasz Cieślak. Nagranie: Polskie Radio. Premiera w Radio Armii Krajowej „Jutrzenka” 1991)
- W 1993 roku w Stowarzyszeniu Artystycznym Deszcz Wrogich Automatów w Radomiu odbyła się inscenizacja utworów Z.T. Łączkowskiego pt. „Zaklęty jeleń” w reżyserii Tomasza Augustyniaka i Roberta Stępniowskiego
- Żałoba z Antygoną (Ośrodek Kultury w Drezdenku, 1995. Reżyseria: Tomasz Walczak)
- Tańczący rycerze (Ośrodek Kultury w Drezdenku 1995. Reżyseria: Tomasz Walczak)
- Poemat „Lamentacja żałośliwa na śmierć Stefana Kardynała Wyszyńskiego Prymasa Rzeczy-Pospolitej” stanowiła ilustrację do filmu Bogdana Łoszewskiego pt.: „Non possumus” (1997).